# Jože Senekovič
Jože Senekovič (* 12. März 1986) ist ein ehemaliger slowenischer Radrennfahrer.
Senekovič wurde 2004 in der Juniorenklasse bei den slowenischen Meisterschaften Dritter im Einzelzeitfahren und Zweiter im Straßenrennen. Im Jahr 2007 wurde er Sechster auf dem fünften und letzten Teilstück der Slowenien-Rundfahrt und erreichte damit zwei Punkte in der Rangliste der UCI Europe Tour. Im selben Jahr gewann er das Straßenrennen der nationalen Meisterschaft in der U23-Klasse und wurde 21. im U23-Straßenrennen der europäischen Meisterschaften.

## Erfolge
2007
- Slowenischer Straßenmeister (U23)

## Teams
- 2006–2008 Adria Mobil